# Gary Lewis & the Playboys
Gary Lewis & the Playboys fue un famoso grupo estadounidense de música pop liderado por Gary Lewis hijo del famoso comediante Jerry Lewis

## Breve Historia
Una de las agrupaciones musicales estadounidense, que pese a su poco material grabado es considerado un clásico de la música de los 60.
El grupo audicionó originalmente buscando trabajo en Disneylandia, sin avisar a los empleados del lugar de la identidad de Gary que era hijo del célebre comediante Jerry Lewis, logrando convertirse en trabajadores del lugar. Al audicionar fueron inmediatamente aceptados, y muy pronto comenzaron a llenar el sitio cada noche. El director de banda Les Brown conocía a Jerry Lewis de muchos años e inmediatamente le dijo al productor Snuff Garret que el joven Lewis se encontraba trabajando en Disneylandia. Después de escucharlos, Garret pensó que usando el famoso apellido de Gary resultaría número de ventas de discos alto, así que los llevó al estudio de grabación con la canción "This Diamond Ring", en una sesión financiada por la esposa de Jerry. Sin embargo a Los Playboys no se les permitió ejecutar instrumento alguno y sus voces solo fueron utilizadas escasamente. Garret quería maximizar la oportunidad de lograr un éxito empleando músicos de estudio experimentados, entre quienes se encontraban Tommy Allsup en la guitarra, Leon Russell en los teclados, Carol Kaye en el bajo y Hal blaine en la batería. El cantante de sesión fue Ron Hicklin quien hizo la base vocal en la cinta. Garret posteriormente añadiría la voz de Gary 2 veces, añadiendo posteriormente algunas de los Playboys junto con Hicklin. "Cuando termine sonaba como Mario Lanza", comento Garret.
Snuff obtuvo la cobertura radiofónica en la ciudad de Nueva York para difundir el tema "This Diamond Ring", al entablar un trato con un discjokey de la radiodifusora WINS, Murray the K Kauffman, quien cubrió una serie de conciertos de estrellas en los Teatros locales de Nueva York, prometiéndole que si tocaba la grabación de Lewis, Los Playboys tocarían también en sus shows.
Garret entonces recurrió a los contactos del comediante Jerry para llevarlo a "Show de Ed Sullivan". No obstante Sullivan tenía una política general que consistía en que todos los números que apareciesen en su Show tenían que ser interpretados en vivo (Aunque algunos invitados como los Dave Clark Five utilizaron pista simulando cantar en su segunda aparición de principios de 1964). Así que entonces se recurrió a algunos trucos de estudio que se habían empleado en la grabación. Con la aprobación de Lewis el canto con las pistas originales pregrabadas mientras que The Playboys fingían ejecutar sus instrumentos. El programa transmitido al aire en enero de 1965 convirtió a Gary y a los Playboys en estrellas instantáneas. "This Diamond Ring" se posicionó como número 1 en las listas de popularidad. Y las plantas de impresión de los discos reportaban que no podían mantener el ritmo inicial de demanda del disco. Sin embargo, a finales de 1965 solamente West y Lewis permanecían en la banda. Otros miembros fueron incluidos después, Tommy Tripplehorn (padre de la actriz Jeanne Tripplehorn), Carl Radle, Jimmy Karstein y Dave Gonzalez.
En 1965 Gary Lewis fue elegido "vocalista masculino del año" por la revista Cash Box ganado a otros nominados entre quienes se encontraba ni más ni menos que Elvis Presley y Frank Sinatra, y fue el único artista que coloco sus primeros 7 temas en las primeras 10 de la lista de popularidad Hot 100 de la revista Billboard.
Lewis fue enrolado en el ejército estadounidense en enero de 1967 y liberado al año siguiente. Inmediatamente regresó a los estudios de grabación pero fue incapaz de recuperar el impulso inicial del grupo. Lewis continuo efectuando giras, frecuentemente promocionando a la banda en giras de nostalgia. Igualmente que su padre actuó en numerosos teletones para la Asociación contra la Distrofia Muscular.
Gary tuvo 8 sencillos de oro, 17 temas que se colocaron entre los 40 grandes éxitos de aquellos años. Y cuatro álbumes de oro. Adicionalmente a su actuación en el Show de Ed Sullivan, también apareció en American Bandstand, Shindig!, Hullabaloo, Sally Jessy Raphael, Tonight Show, Mike Douglas, Nashville Now y Wolfman Jack.

## Miembros Originales
- Gary Lewis
- David Walker
- Al Ramsay
- David Costell
- John West -

## Discografía inicial

### Los primeros 7 sencillos 1965-1966
- "This Diamond Ring" -- #1 (Lado B original: "Hard To Find", reemplazado después por "Tijuana Wedding". Ambos son pistas no instrumentales)
- "Count Me In" -- #2 (Lado B: "Little Miss Go-Go")
- "Save Your Heart For Me" -- #2 (Lado B: "Without A Word Of Warning")
- "Everybody Loves A Clown" -- #4 (Lado B: "Time Stands Still", Gary interpretando cercanamente a su familiar cercano)
- "She's Just My Style" -- #3 (Lado B: "I Won't Make That Mistake Again")
- "Sure Gonna Miss Her" -- #9 (Lado B: "I Don't Wanna Say Goodnight", una pista no incluida en LP)
- "Green Grass" -- #8 (Lado B: "I Can Read Between The Lines")

### Sencillos de 1968
- "My Heart's Symphony" -- #13 (Lado B: "Tina (I Held You In My Arms)")
- "(You Don't Have To) Paint Me A Picture" -- #15 (Lado B: "Looking For The Stars")
- "Where Will The Words Come From" -- #21 (Lado B: "May The Best Man Win")
- "Girls In Love" -- #39 (Lado B: "Let's Be More Than Friends")
- "Jill" -- #52 (B-side: "New In Town")
- "Sealed With A Kiss" -- #19 (Lado B: "Sara Jane")
- "Rhythm Of The Rain" -- #63 (Lado B: "Mister Memory)